# Тврђава
Тврђава (утврђење, утврда или хисар) је облик војне грађевине са сталном војном поставом, са превасходно одбрамбеним и заштитним задатком, коју карактерише систем кула и јаких бедема. Фортификација је наука о утврђивању положаја ради одбране од напада. Термин се такође користи као синоним за разна утврђења, односно утврђена места, те за сам процес утврђивања, односно подизања утврђења; одбрамбени објект у којем је смештена војна посада ради надзора неког ширег простора, или склањања становништва у случају непријатељског напада. Тврђаве су грађене су на тешко приступачним местима, тако да им се могло прићи само са једне стране, док су их са других чувале природне препреке попут стена или река.
Фортификације су војне грађевине и конструкције намењене одбрамбеном ратовању. Људи су почели да граде одбрамбене објекте пре неколико хиљада година, развијајући све комплексније структуре. Етимологија речи фортификација долази од латинских речи fortis („јак”) и facere („чинити”).
Утврђења се појављују у најразличитијим величинама и облицима; неке развучене линије као Хадријанов зид или Велики кинески зид, док су друге више-мање округле као бедем на врху брежуљка, неке правокутне као норманска кула, а неке неправилне и многостране као нпр. градске зидине. Све су грађене да буду јаке, а не да буду лепе, а ипак њихова масивност и вештина којом су зидане одају смисао за стил и узвишеност.

## Номенклатура
Многи војни објекти познати су као фортови или форови (од франц. fort утврђење), иако нису увек утврђени. Фортови су се разликовали величином, обухватајући врло велике тврђаве, па све до најмањих фортица (од тал. fortezza). Реч фортификација такође може означавати праксу усавршавања одбране неког подручја одбрамбеним радовима. Када се термин користи у множини, фортификације означавају изграђене објекте које служе за одбрану. Градске зидине или бедеми су стога фортификације али не морају нужно бити утврде.
Уметност подизања војног кампа или конструисања фортификације традиционално се класификује као кастраметација (лат. castrametatio) још од времена римских легија. Уметност/наука опседања фортификације и њеног разарања популарно се назива опсадом, док се у терминологији користи израз полиорцетика. Потоњи термин такође се користи за означавање умећа градње фортификације.

## Принципи
Фортификације имају две главне функције које се очитују као:
- препрека која успорава нападача у напредовању и која га присиљава на блиски сукоб задржавајући га што више могуће под ватром бранитеља
- заштита која омогућује бранитељима заклон од напада непријатељских трупа. Компонента заштите делује на два начина, непосредно, употребом довољно крутих конструкција заустављају се непријатељски пројектили, и посредно, кориштењем удаљености, предности домета и однедавно камуфлаже. Уопштено говорећи, генерализација све софистикованијег ватреног оружја има за последицу повећану потребу за заштитом, али компонента препреке изгубила је на важности механизацијом нападачких трупа.

Међутим она може имати другу функцију, попут симболичког система, остварујући капацитет или власништво.
Нека су утврђења имала чисто одбрамбену улогу, док су друга била намењене као истурене постаје за освајање нових територија или да застрашују који град. Штитиле су господареву породицу и најближу свиту од изненадног напада или издаје. Оне сложеније могле су се одупирати опсадама и више од године дана. Има случајева где су војне посаде од само тридесетак људи задржавале три хиљаде војника.
Градитељи утврђења морали су да осигурају воду и боравишта за посаду, тако су настали бунари и големе цистерне, те велике дворане за људство, па чак и простране женске одаје. Утврђења су била и утврђена села која су штитила људе свих друштвених слојева и била складишта житарица за случајеве глади и неизбежне опсаде. Често су биле и управна средишта.
Утврђења су се могла освојити само јуришем на врата зидина овном за рушење или освајањем зидина опсадним кулама на точковима и катапултима. Сигурнија и ефикаснија метода нападања била је да се ископа ров испод куле, а затим минирати тако да се кула сруши од властите тежине. Једина сигурна одбрана против тога била је градња на стени или водом испуњен јарак око утврђења. Топ је доскочио и томе, те је поступно, након што је уведен почетком 14. века, почео утицати на пројектирање утврђења. Основни план је незнатно промењен, али су куле постале здепастије, а дебљи зидови били су избушени пушкарницама.

## Историјски развој фортификационе архитектуре
Најстарији примери градова утврђивања неког места забележени су још у касном неолиту пре више од 7.000. године п. н. е. када су настајали први градови и када су људи окруживали насеља подигнута на узвишицама шанчевима и бедемима од дрвеног коља. У Египту су настали први градови од камена на реци Нил као и у Месопотамији на Тигрису и Еуфрату а Античке цивилизације су почеле да своје градове заштићују високим каменим бедемима (Античке тврђаве), али тврђаве свој врхунац достижу у средњем веку (средњовековне тврђаве) у време када још није била у употреби експлозивна муниција и када су тврђаве са својим зидовима кулама и бедемима могле и пружале заштиту од непријатеља.

### Развој тврђава у средњем веку
Утврђења у Европи су се у почетку, током IX, X и 11. века, углавном сводила на усамљени Донжон, који је у ранијем периоду био грађен од дрвета, да би га тек касније заменио камен. Око Донжона налазиле су се и пропратне зграде за војну посаду, послугу, храну итд. Немирна времена у средњем веку створила су потребу да се и те остале зграде заштите, тако да се од 10. века почињу јављати прво дрвене палисаде, а потом и прави камени бедеми са грудобраном. Последњи стадијум у развоју утврђења у представља додавање додатних кула на бедеме чиме се повећавала одбрамбена моћ целокупне тврђаве. Паралелно са развојем утврђења развијале су се и куле на њима, које су временом постајале све јаче и веће, да би у последњој фази могле да на себи носе мање опсадне справе и најраније топове.
Прекретницу у фортификационој архитектури западне Европе чине крсташки походи са којих се крсташи враћају доносећи вести, приче и податке о великим каменим утврђењима Византије и Блиског истока.
Са развојем барута и артиљерије у XV и 16. веку променио се облик и начин градње тврђава (Артиљеријске тврђаве). Тврђаве су свој стратешки значај изгубиле у Првом светском рату и од тада представљају готово искључиво туристичку атракцију.

## Врсте тврђава

### Подела према градњи
Тврђаве се према начину градње могу поделити на:
- Привремена утврђења, које подиже војска током похода (најчешће ноћу) да би се заштитила утврђени логор.
- Полупривремена утврђења, које подиже војска током похода да би заштитила одређено место или ојачала свој положај за предстојећи сукоб са непријатељем.
- Стална утврђења, које се подижу са циљем трајне заштите одређене области, трга, рудника, раскршћа или каквог другог стратешки важног места.

односно према материјалу који је коришћен на:
- Дрвене тврђаве, које су подигнуте од дрвеног коља или трупаца палисаде.
- Камене тврђаве, које су већим делом подигнуте од чврстог материјала који не гори (камен, цигла, ...).

### Подела према намени

#### Војне тврђаве
Војне тврђаве су грађене на караванским путевима, уским пролазима или мостовима. У њиховој унутрашњости су биле смештене само зграде неопходне за нормалан живот и рад војне посаде у утврђењу. У њима је била смештена само војна постава, као и нешто мало цивилног људства неопходног за рад поставе. (видети Голубац)

#### Властелинске тврђаве
Властелинске тврђаве су служиле велможама да у њима живе и да из њих управљају својом областима. Испред или око самог утврђења се обично налазило село или трг, у зависности од велможине снаге. У самом утврђењу су поред зграда за војну поставу, биле и зграде неопходне за нормалан рад домаћинства и двор, или пак само јача кула ( Донжон кула) у којој је боравио велможа. Поред јаче војне поставе у утврђењу су боравили велможа са породицом, дворски службеници (логотет, протовестијар, писар, ...) и чланови домаћинства. (видети Маглич)

#### Градске тврђаве
Градске тврђаве су својим системом кула и бедема обухватале велика насеља (односно насеља у којима је већи део кућа изграђен од камена). Обично су грађене око великих лука, на местима укрштања караванских путева или око великих тргова. Унутар градских бедема налазиле су се како стамбене зграде (куће и дворци), тако и судови, већнице, веће цркве (катедрале), магацини, крчме, итд. Чести су у приморју (Котор, Дубровник, Будва), где је скоро сваки град био утврђен, док су на копну код нас врло ретки (Смедерево, Београдска тврђава за време деспота Стефана), али их је било по Европи где су најчешће били слободни градови тј. градови-републике. (видети Смедеревска тврђава)

#### Манастирске тврђаве
Манастирске тврђаве су служиле да одбране и заштите монахе, цркава и црквеног блага, од пљачкаша. У њиховом средишту се налазила црква са конаком. (видети Манастир Манасија)

### Специфичне врсте тврђава

#### Словенско градиште
Градиште је посебна врста утврђеног насеља карактеристична за Словене који живе у родовској заједници и опстала је међу њима до 8. века, када се услед појаве првих држава јавља потреба за већим и јачим утврђењем. Градиште се обично налазило далеко од путева и стаза сакривено мочварама, ритовима и шумама. Најчешће је заштићено полуприродним шанцем испуњеним водом, преко кога се прелазило дрвеним мостом. Наредни ниво одбране сачињавао је земљани бедем, у кога је ка споља побијено зашиљено коље, на чијем се врху најчешће налазила дрвена палисада. Унутар бедема се налазило насеље састављено од дрвених кућица, међу којима се обично по величини издвајао стан родовског вође односно поглавице који је понекад био и прави дрвени Донжон. Градишта су обичном имала основу неправилног круга, а пошто нису прављена да трају дуго већ да се праве лако и брзо данас нема никаквих остатака, осим врло мало археолошких локалитета. за градиште је у прошлости коришћен и израз „град“ (градина, градиште), али он у данашње време има потпуно другачије значење и поред тога да означава нека насеља која су стара и преко 9.000 година као и данашње урбанизоване велике агломерације.

#### Утврђене куле
Утврђене куле нису имале бедеме, већ се цео утврђени комплекс састојао од ојачане куле (Донжон Куле) уз коју су се налазиле зграде за домаћинство, а неретко и село. У таквој кули живео је велможа са породицом (Тодорова кула) или војна посада (Вршачка кула) због чега су оне имале статус утврђења. Могле су се наћи и у близини насеља (Сењска кула) и у њих се становништво склањало пред пљачкашима. (Видети Вршачка кула)

#### Концентричне тврђаве
Концентричне тврђаве су имале два или више линија одбрана односно бедема који су се налазили један унутар другог и нису међусобно повезане. Има их по Европи, док је код нас једини такав пример локалитет Драшкова кутина недалеко од Ниша, који је описао Феликс Каниц, али данас нема никаквих остатака.

#### Водене или острвске тврђаве
Водене (острвске) тврђаве су грађене на острвима и са свих страна су окружене природним воденим површинама (језеро, река, море) и приступ им је био могућ само преко мостова, а треба истаћи да је ова врста утврђења врло ретка у унутрашњости копна.(Видети Скадарски Жабљак)
Треба имати у виду да у ову групу не спадају тврђаве које су са свих страна опкољене вештачким шанцем испуњеним водом. Најближа су им утврђења подигнута на полуострвима односно ртовима које су са копнене стране имала вештачки шанац испуњен водом. (видети Смедеревски Град (речно полуострво), Тврђава Костур (рт у језеру), Цариградски бедеми (морски рт))